# Acoustic Vehicle Alerting System
Акустическая система оповещения транспортных средств (англ. AVAS — Acoustic Vehicle Alert System) — система звукового оповещения для автомобилей с низким уровнем шума, особенно для электромобилей. Это искусственно созданный звук, имитирующий звук двигателя внутреннего сгорания и издаваемый на низких скоростях для информирования участников дорожного движения о приближении автомобиля.

## Правовая основа

### Европейский Союз
В апреле 2014 года Европейский союз принял постановление ЕС 540/2014 об уровне шума автомобилей. Оно относится непосредственно ко всем транспортным средствам в ЕС. Постановление предусматривает, что все электрические и гибридные транспортные средства должны быть оснащены AVAS.
В октябре 2016 года Рабочая группа ООН по шуму в Женеве опубликовала стандарт R138 для AVAS и обновила его в ноябре 2017 года как R138.01.
В июне 2017 года Европейская комиссия адаптировала свои правила для постановления на 2017/1576 годы в соответствии с руководящими принципами ООН. Вторая адаптация явно запретила отключение AVAS в Европе.
Согласно постановлениям ЕС и ООН, AVAS должna работать как минимум до скорости 20 км/ч, так же при движении задним ходом. AVAS нельзя отключать, так как это нарушает требование безопасности. Нижний предел шума AVAS составляет 56 дБ(A), что примерно соответствует уровню шума работающего холодильника. AVAS не должен быть громче, чем сопоставимый двигатель внутреннего сгорания, что бы не создавать шумовое загрязнение дорог. Эти значения измеряются в лаборатории в нормальных условиях.

## США
Согласно проекту, представленному Национальной администрацией безопасности дорожного движения (НАБДД) в январе 2013 года, AVAS должна работать до скорости 18 миль в час (≈30 км/ч).

## Техническая реализация
Согласно регламенту ЕС, акустика электромобиля должна напоминать звук двигателя внутреннего сгорания. Высота и частота, тембр и рокот должны показывать, насколько быстро автомобиль движется, к какому классу он может быть отнесен, ускоряется ли он в настоящее время или замедляется.